# 폴란드 발트 필하모닉

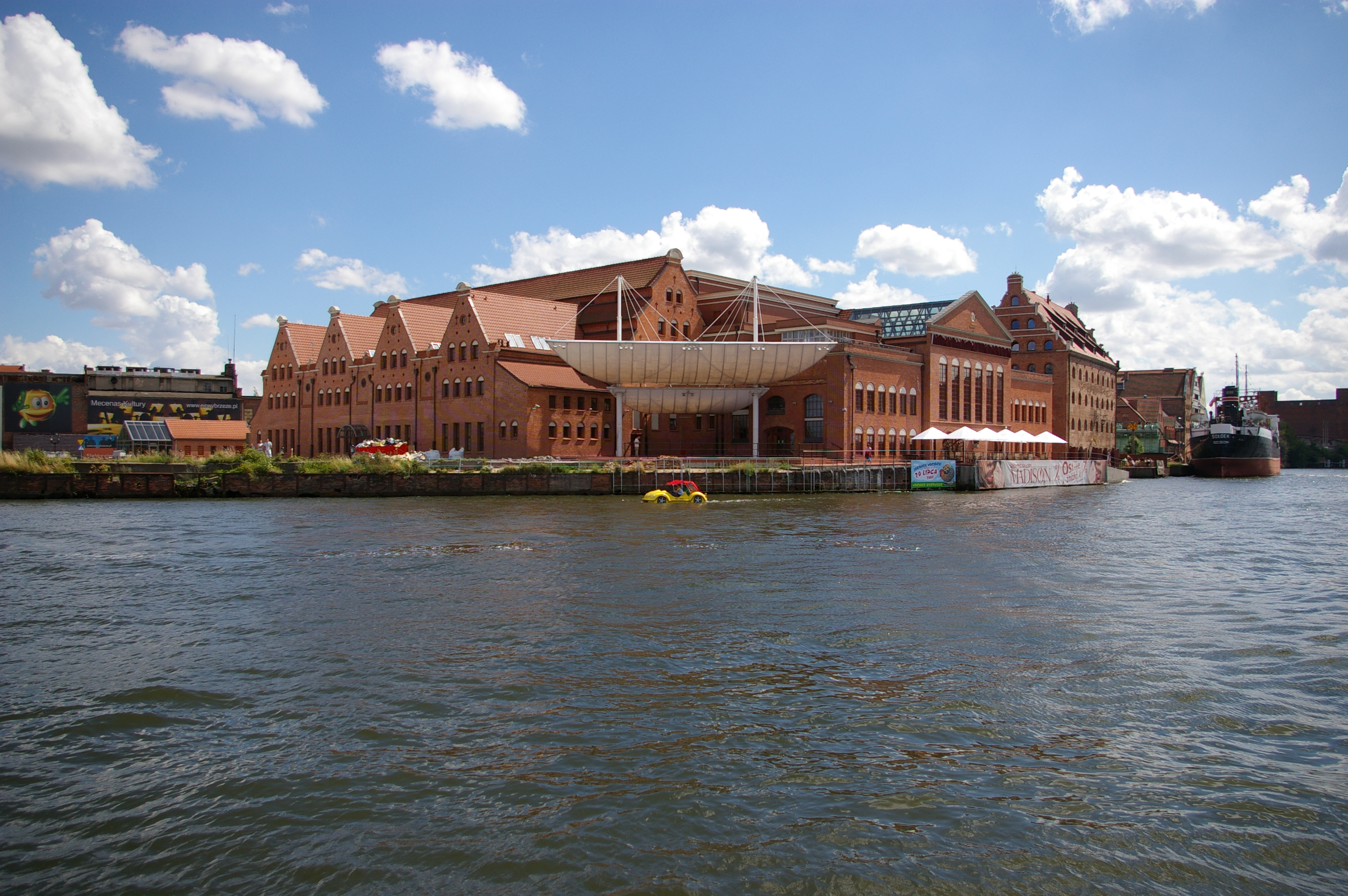
폴란드 발틱 필하모닉

폴란드 그단스크에 위치한 폴란드 발틱 쇼팽 필하모닉은 1945년에 그단스크 심포니 오케스트라 라는 이름으로 만들어졌고 그 해 9월 29일에 소폿에서 취임식이 거행되었다. 1949년에 그단스크 심포니 오케스트라에서 폴란드 발트 필하모닉으로 개명되었다. 1953년, 이 건물은 오페라 부분도 같이 겸하게 되었고 이름 또한 폴란드 발트 오페라 필하모닉(Polish Baltic Opera and Philharmonic, POiFB)으로 개명되었다. 1974년, 새로운 심포니 오케스트라로 바뀐 후, 1993년에 발트 필하모닉은 폴란드 발트 쇼팽 필하모닉으로 개명되었다.
로만 페룩키 교수가 이 폴란드 발트 필하모닉의 예술 감독인 것으로 잘 알려져 있으며 국제 누머러스에 수상 받을 만큼 뛰어난 오르간 연주자이다.
2008년 9월, 카이 부만이 이 쇼팽 발트 필하모닉의 새로운 예술 감독이 되었다.